# Joseph Souham

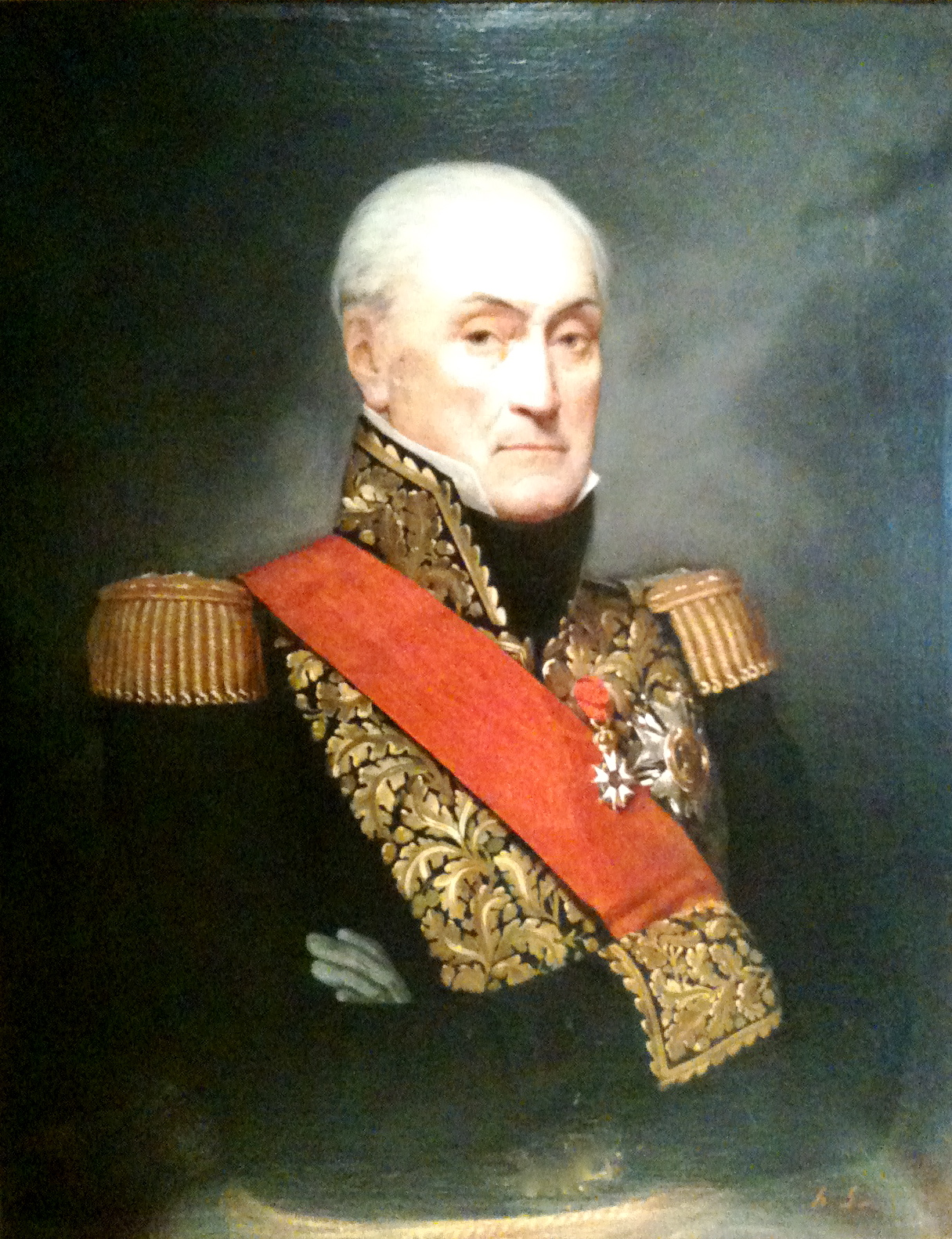
Gen. dyw. Joseph Souham

Joseph Souham (ur. 30 kwietnia 1760 w Lubersac, zm. 28 kwietnia 1837 w Wersalu) – francuski generał dywizji doby I Cesarstwa Francuskiego.
Uczestnik wojen napoleońskich. W 1813 dowódca 8 Dywizji, wchodzącej w skład III Korpusu Wielkiej Armii.